# Google Ads

Het logo van Google Ads

Google Ads (tot 24 juli 2018 Google AdWords) is het online-advertentieprogramma van Google waarmee bedrijven reclame kunnen maken via zoekcampagnes, bannercampagnes, videocampagnes, shopping-campagnes en app-campagnes. In 2017 was Google Ads, net als voorgaande jaren, Google's grootste inkomstenbron.

## PPC
Google Ads maakt gebruik van het pay-per-clicksysteem (PPC). Dit houdt in dat de adverteerder pas hoeft te betalen voor zijn advertentie als er op zijn advertentie wordt geklikt.
Als adverteerder kun je zelf bepalen wat het maximumbedrag is dat je wilt betalen per aangeklikte advertentie. Als er meerdere adverteerders zijn voor hetzelfde zoekwoord worden de advertenties bovenaan geplaatst die het meest relevant zijn en het hoogste bedrag bieden per klik.
Op basis van je zoekwoorden kan Google een schatting maken van wat de adverteerder moet betalen per klik.
Een minimumbudget is er niet, de adverteerder kan wel een maximumbudget instellen (bijvoorbeeld € 10,- per dag met een maximum van € 0,10 per klik). Als je boven dit budget gaat, wordt de advertentie automatisch niet meer vertoond.

### Veiling
De kosten voor een klik worden bepaald aan de hand van een veiling. Zodra iemand een zoekopdracht uitvoert in Google wordt er een veiling op de achtergrond uitgevoerd tussen de advertenties waarbij de bijbehorende zoekwoorden overeenkomen met de zoekopdracht.
Van alle advertenties die geschikt zijn wordt de advertentiepositie bepaald door middel van de kwaliteitsscore en het bod. De advertentie met het hoogste bod hoeft niet per se ook de hoogste positie te krijgen. De kwaliteitsscore wordt berekend op grond van hoe relevant de tekstadvertentie voor de zoekopdracht is, hoeveel mensen op de advertentie klikken en hoe de beleving is van de 'zoekende' op de landingspagina na het klikken op de advertentie.

## Doelgerichtheid
De adverteerder kan zelf kiezen welke zoekwoorden aan zijn advertentie worden gelinkt, hierdoor wordt de advertentie enkel getoond aan mensen die interesse hebben in het onderwerp.
Verder zijn er nog twee soorten doelgerichtheid waarmee een adverteerder zijn advertentie nog specifieker kan aanbieden:
- Regionale doelgerichtheid: het is mogelijk om aan te duiden dat enkel mensen die in de buurt van de regio, of een zelf gekozen plaats, zoeken of wonen de advertentie te zien krijgen. Dit gebeurt door het analyseren van de zoekopdracht (bijvoorbeeld “pizzeria Antwerpen”) of aan de hand van het IP-adres.
- Aangepaste doelgerichtheid: een adverteerder bepaalt hier zelf de straal, of bakent zelf de grenzen af van het gebied waarin de advertentie moet worden weergegeven.

## Google Click-to-Call
Google Click-to-Call was een service gehost door Google waarmee gebruikers adverteerders konden bellen. Gebruikers voerden hun telefoonnummer in en Google belde terug en verbond ze met een adverteerder. Dit is stopgezet in 2007.

## Technologie
Google Ads maakte oorspronkelijk gebruik van een MySQL database. Nadat het systeem in gebruik werd genomen werd er overgeschakeld op het commerciële Oracle. Omdat de code vertaald moest worden van de ene taal naar de andere werd het systeem trager. Dit heeft ervoor gezorgd dat er nu weer gebruik wordt gemaakt van MySQL.

## Fraude
Het Google Ads-systeem heeft te maken gehad met fraude.
Doordat het pay-per-clicksysteem wordt gebruikt, is het mogelijk om klikfraude te plegen. Een kwaadwillende gebruiker kan een script schrijven om op een bepaalde advertentie vele malen te klikken, waardoor de kosten kunnen oplopen voor de adverteerder of het maximumbudget van de adverteerder bereikt wordt waardoor de advertentie niet meer getoond wordt. Als de advertentie niet meer getoond wordt kan de concurrentie daar baat bij hebben.
Een tweede vorm van fraude bestond erin dat een bedrijf de naam van een ander bedrijf als zoekterm voor zijn advertentie opgaf. Als dit gebeurde werd er een advertentie van de concurrentie getoond als een gebruiker van de zoekmachine zocht op de naam van dat bedrijf.
Aan dit laatste heeft Google Inc. een mouw gepast; adverteerders zijn beperkt tot het gebruiken van andere handelsmerken voor hun advertenties als deze handelsmerken niet geregistreerd staan bij het Legal Support-team van Googles adverteerders.
Vermeldenswaardig in deze context is de uitspraak van 23 maart 2010 in de LVMH/Google case voor het Europees Hof van Justitie. LVMH ijverde ervoor dat niet-merkhouders de termen Louis Vuitton, Vuitton, en dergelijke niet meer konden invoeren in het Google Ads programma. Het Europees Hof heeft deze argumentatie echter verworpen.
Op 8 juli 2010 sprak het Hof van Justitie zich nogmaals uit over het gebruik van andermans merken in “GoogleAds”. Het Hof bevestigt zijn vroegere rechtspraak en verduidelijkt daarenboven de invulling van het concept “gegronde reden” in het kader van de communautaire uitputting. Dit laatste houdt in dat men zich behoudens “gegronde reden” niet kan beroepen op de bescherming van diens merk in advertenties.